# Shamrock (Teksas)
Shamrock – miasto w Stanach Zjednoczonych, w stanie Teksas, w hrabstwie Wheeler.